# Bill Kaysing
William Charles Kaysing, né le 31 juillet 1922 à Chicago, Illinois, et mort le 21 avril 2005 à Santa Barbara, Californie, est un écrivain américain surtout connu pour sa théorie portant sur les six alunissages du programme Apollo (entre 1969 et 1972) qui auraient été, selon lui, des canulars. En 1974, il publie à compte d'auteur un ouvrage de 87 pages intitulé Nous ne sommes jamais allés sur la Lune : une escroquerie américaine à 30 milliards de dollars (We Never Went to the Moon : America's Thirty Billion Dollar Swindle). Il est considéré comme l'initiateur des accusations de mensonge relatives au programme Apollo.

## Éducation et antécédents professionnels
En 1940, Kaysing s'engage dans la Navy comme aspirant et sera envoyé à l'école de formation des officiers, ce qui lui permettra de suivre les cours de l'université de Californie du Sud. En 1949, il obtient une licence en anglais de l'université de Redlands. Il travaille pendant un certain temps en tant que fabricant de meubles, avant de travailler, de 1956 à 1963, chez Rocketdyne (une division de North American Aviation et plus tard de Rockwell International), où les moteurs des fusées Saturn V seront produits à partir de 1963. Kaysing y sera responsable de corriger les  publications techniques, mais n'a pas de formation d'ingénieur ou de scientifique.
Bill Kaysing a travaillé chez Rocketdyne à partir du 13 février 1956 en tant que rédacteur technique senior, puis à partir du 24 septembre 1956 comme analyste du service. À partir du 15 septembre 1958, il travaillera comme bibliothécaire pour le département de l'ingénierie des services, puis à partir du 10 octobre 1962, à titre d'analyste des publications (il corrige la grammaire et l'orthographe de la documentation). Le 31 mai 1963, il démissionne pour raisons personnelles.
Il est également l'auteur de livres comme Eat Well for 99 Cents a Meal (Mangez bien pour 99 cents par repas), ou Fell's beginner's guide to motorcycling (Guide Fell des motards débutants).

## Publications
- (en) William Kaysing (Illustrations by Jon Dahlstrom), Intelligent Motorcycling, Long Beach, Ca, Parkhurst, 1966 (1re éd. Originally published in Cycle World) (OCLC 29211988)
- (en) Bill Kaysing, Land and how to Buy it For a Few Dollars an Acre, Santa Barbara, CA, Paradise Publishers, 1970 (OCLC 80342613)
- (en) Bill Kaysing, How to Eat Well on Less Than a Dollar a Day, Santa Barbara, CA, Paradise Publishers, 1970 (OCLC 80843621)
- (en) Bill Kaysing, The Ex-urbanite's Complete & Illustrated Easy-does-it First-time Farmer's Guide : A Useful Book, San Francisco, Straight Arrow Books (en), 1971, 1re éd., 319 p. (OCLC 162589)
- (en) Bill Kaysing, The Ex-urbanite's Complete & Illustrated Easy-does-it First-time Farmer's Guide : A Useful Book, San Francisco, Straight Arrow Books, 1973, Revised éd. (ISBN 0-87932-047-8)
- (en) Bill Kaysing, The Robin Hood Handbook, New York, Links Books, 1974 (ISBN 0-8256-3024-X)
- (en) Bill Kaysing et Ruth Kaysing, Eat Well on a Dollar a Day : Live a Healthier Life at a Fraction of the Cost, San Francisco, Chronicle Books, 1975, 153 p. (ISBN 0-87701-066-8)
- (en) Bill Kaysing, Fell's Beginner's Guide to Motorcycling, New York, Frederick Fell Publishers, Inc. (en), 1976, 256 p. (ISBN 0-8119-0272-2)
- (en) Bill Kaysing et Randy Reid, We Never Went to the Moon : America's Thirty Billion Dollar Swindle!, Fountain Valley, CA, Eden Press, 1976 (OCLC 19542836)
- (en) Bill Kaysing et Randy Reid, We Never Went to the Moon : America's Thirty Billion Dollar Swindle, Pomeroy, WA, Health Research Books, 1976 (OCLC 47861692)
- (en) Bill Kaysing, Privacy : How to Get It, How to Enjoy It, Fountain Valley, CA, Eden Press, 1977 (OCLC 3892204)
- (en) Bill Kaysing, We Never Went to the Moon : America's 30 Billion Dollar Swindle, Cornville, AZ, Desert Publications, 1981, 200 p. (ISBN 0-87947-388-6)
- (en) Bill Kaysing, Great Hot Springs of the West, Santa Barbara, CA, Capra Press (en), 1984 (ISBN 0-88496-211-3)
- (en) Bill Kaysing, Great Hideouts of the West : An Idea Book for Living Free, Port Townsend, WA, Loompanics Unlimited (en), 1987 (ISBN 0-915179-62-8)
- (en) Bill Kaysing, The Senior Citizens' Survival Manual, Mission, KS, Bellwether Press, 1987 (ISBN 0-944136-00-1)
- (en) Bill Kaysing, Bill Kaysing's Freedom Encyclopedia, New York, Instant Improvement, 1988 (ISBN 0-941683-02-8)
- (en) Bill Kaysing et Ruth Kaysing, Eat Well for 99 Cents a Meal, Port Townsend, WA, Loompanics Unlimited, 1996 (ISBN 1-55950-137-5)
- (en) Bill Kaysing et Ruth Kaysing, The 99¢ a Meal Cookbook, Port Townsend, WA, Loompanics Unlimited, 1996 (ISBN 1-55950-140-5)